# Russ Conway

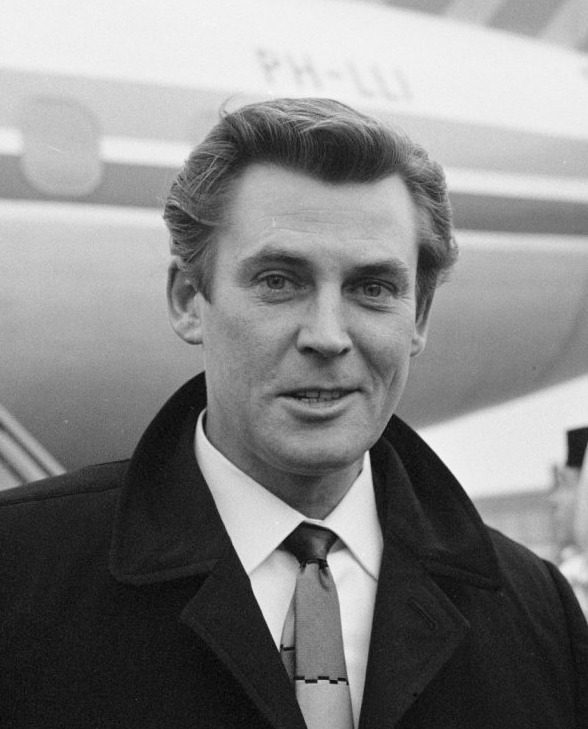
Russ Conway 1962.

Russ Conway, egentligen Trevor Stanford, född 2 september 1925 i Bristol, England, död 16 november 2000, var en engelsk pianist. 
Han hade flera lyckade listplaceringar, och den första hette Side Saddle som kom ut 20 februari 1959. Karriären var kort, en av de sista singlarna som placerade sig på listorna var Lesson one 1962, en travesti på Kalle Johansson ("Kattvalsen") som nådde framgångar även i Norden. 
En känd inspelning av Russ Conway är The more we are together ("Ju mer vi är tillsammans"), som bland annat används som Melodikryssets signaturmelodi.
Han avled i cancer 16 november 2000.